# Вест-Мейфілд (Пенсільванія)
Вест-Мейфілд (англ. West Mayfield) — місто (англ. borough) в США, в окрузі Бівер штату Пенсільванія. Населення — 1195 осіб (2020).

## Географія
Вест-Мейфілд розташований за координатами 40°46′49″ пн. ш. 80°20′19″ зх. д. / 40.78028° пн. ш. 80.33861° зх. д. (40.780205, -80.338676).  За даними Бюро перепису населення США в 2010 році місто мало площу 2,06 км², уся площа — суходіл.

## Демографія
Згідно з переписом 2010 року, у селищі мешкало 1239 осіб у 509 домогосподарствах у складі 345 родин. Густота населення становила 602 особи/км².  Було 541 помешкання (263/км²).
Расовий склад населення:
| - 94,2 % — білих - 2,7 % — чорних або афроамериканців - 0,7 % — азіатів |

До двох чи більше рас належало 2,0 %. Частка іспаномовних становила 1,4 % від усіх жителів.
За віковим діапазоном населення розподілялося таким чином: 22,1 % — особи молодші 18 років, 61,9 % — особи у віці 18—64 років, 16,0 % — особи у віці 65 років та старші. Медіана віку мешканця становила 39,9 року. На 100 осіб жіночої статі у селищі припадало 93,6 чоловіків;  на 100 жінок у віці від 18 років та старших — 87,7 чоловіків також старших 18 років.
Середній дохід на одне домашнє господарство  становив 61 207 доларів США (медіана — 52 885), а середній дохід на одну сім'ю — 68 687 доларів (медіана — 57 308). Медіана доходів становила 46 500 доларів для чоловіків та 31 298 доларів для жінок. За межею бідності перебувало 16,2 % осіб, у тому числі 28,9 % дітей у віці до 18 років та 11,8 % осіб у віці 65 років та старших.
Цивільне працевлаштоване населення становило 640 осіб. Основні галузі зайнятості: освіта, охорона здоров'я та соціальна допомога — 20,0 %, виробництво — 16,7 %, роздрібна торгівля — 14,2 %.